# Kanton Lescar
Kanton Lescar (francouzsky Canton de Lescar) je francouzský kanton v departementu Pyrénées-Atlantiques v regionu Akvitánie. Tvoří ho 14 obcí.

## Obce kantonu
- Arbus
- Artiguelouve
- Aussevielle
- Beyrie-en-Béarn
- Bougarber
- Caubios-Loos
- Denguin
- Lescar
- Lons
- Momas
- Poey-de-Lescar
- Sauvagnon
- Siros
- Uzein